# Bremen (Indiana)
Pour les articles homonymes, voir Bremen.
La ville américaine de Bremen (en anglais [ˈbriːmən]) est située dans le comté de Marshall, dans l’État de l’Indiana. Sa population s’élevait à 4 588 habitants lors du recensement de 2010, estimée à 4 552 habitants en 2016.

## Histoire
Bremen a été établie en 1851, principalement par des colons allemands venus de Brême.

## Source
- (en) Cet article est partiellement ou en totalité issu de l’article de Wikipédia en anglais intitulé « Bremen, Indiana » (voir la liste des auteurs).